# Ruslands ambassade i København
Ruslands Ambassade i København er Den Russiske Føderations diplomatiske mission i Kongeriget Danmark. Ambassaden ligger på Kristianiagade 5 på Indre Østerbro, København, og er en fredet bygning.

## Historie
I 1897 købte Otto Mønsted, en dansk iværksætter og margarinemagnat, grunden på Østerbro i København og fik arkitekt Vilhelm Dahlerup til at tegne en villa på stedet. Dahlerup, som specialiserede sig i design i italiensk renæssancestil, havde tidligere tegnet Hotel D'Angleterre, Jesuskirken i Valby, Nationalgalleriet og Ny Carlsberg Glyptotek.  Opførelsen af palæet stod færdigt i 1899 og kostede Mønsted en halv million kroner.
Indgangen var dekoreret med et monogram med initialerne AOM (for Anna-Otto-Mønsted). Familien Mønsted havde en stor stab i deres palæ, hvor gartnere anlagde en stor have, og i garagen holdt Københavns dyreste bil. Familien opdrættede også skotske jagthunde og holdt væddeløbsheste i stalden.
I 1934 solgte Anna Mønsted palæet for 265.000 kroner til grevinde Musse Scheel, en dansk skuespillerinde, som blev den sidste private ejer af palæet. Scheel, en dyreelsker, der bredt blev anset for at være excentrisk, holdt et hønsehus i gården og solgte æg til sine naboer.
Under Nazitysklands besættelse af Danmark var palæet hovedkvarter for det nordlige samfund, som fremmede det kulturelle samarbejde mellem Nazityskland og de nordiske lande. 
I 1950 underskrev Sovjetunionen en kontrakt om leje af palæet for 20.000 kroner om året. I 1982 blev palæet, samt Kristianiagade 3 (konsulat) og Bergensgade 11 (ambassadeskole), på grundlag af gensidighed tildelt sovjetterne vederlagsfrit af hensyn til ambassadekrav i en periode på 70 år. indtil 31. december 2051. 
Bygningen og garagen er fredede bygninger, optaget i arvestyrelsen den 3. december 1991. 
Efter den russiske invasion af Ukraine i februar 2022 har gaden uden for ambassaden været hjemsted for voksende demonstrationer til støtte for Ukraine. Der er holdt taler af den danske statsminister Mette Frederiksen og oppositionsleder Jakob Ellemann-Jensen, der begge viser sympati for Ukraine og begge fordømmer Rusland.
Seks måneder efter krigen startede, den 24. august 2022, blev der arrangeret et arrangement foran ambassaden. Ambassaden var oplyst i ukrainske farver, og 378 stearinlys blev placeret foran bygningen. Et lys blev tændt for hvert dræbt barn af russere i Ukraine. Derudover har en hvid varevogn med ukraines flag, været placeret foran ambassaden siden starten af krigen.